# Поляков, Николай Фёдорович
Николай Фёдорович Поляков (22 января 1914, Омск — 12 февраля 1986, Петропавловск) — паровозный машинист депо Омск Омской железной дороги, Герой Социалистического Труда.

## Биография
Родился 22 января 1914 года в городе Омске в семье железнодорожника. Вместе с братом-близнецом Петром Николай окончил 7 классов, школу фабрично-заводского ученичества при Омском паровозоремонтном заводе. Потом братья работали слесарями на этом же заводе, ставшем вагоноремонтным.
Позднее Николай перешёл в депо Омск кочегаром, потом — помощником машиниста. С декабря 1934 года он уже работал машинистом. Одним из первых на Омской магистрали Транссиба подхватил почин машиниста Петра Кривоноса. Работал так, что был избран депутатом Омского областного совета депутатов трудящихся.
В 1936—1938 годах проходил действительную службу в Красной Армии. Служил машинистом железнодорожного полка одного из укрепрайонов Тихоокеанского флота во Владивостоке. После демобилизации вернулся домой, на старое место работы.
Работал машинистом Омского паровозного депо, куда поступили новые локомотивы с конденсацией пара серии СОК. Освоив паровоз, стал проводить безводные рейсы. В марте 1938 Поляков с напарником Берниковым установили всесоюзный рекорд, доведя пробег паровоза без набора воды до 2000 километров. Среднемесячный пробег их локомотива составил 20000 километров при норме 7000. Поляков стал инициатором безводных тысячекилометровых пробегов паровоза с конденсацией, был награждён знаком «Почётному железнодорожнику». Машинисты депо Омск, Петропавловск, Барабинск, Куйбышевск подхватили инициативу кривоносовца Полякова. В стране появились «поляковцы».
По инициативе Полякова на Омской магистрали была создана комсомольско-молодёжная колонна из десяти паровозов с конденсацией пара. А Николай не только щедро передавал свой опыт, но и умело руководил молодыми механиками. Его паровозная бригада не знала случаев брака и межпоездного ремонта. Мелкий ремонт выполняли сами. Паровоз от промывки до промывки работал без захода в депо. 23 ноября 1939 года был награждён орденом Ленина.
В январе 1941 года он был назначен заместителем начальника паровозного отделения. С началом войны несколько раз просился на фронт, но получал отказы. По Омской магистрали потоки грузов шли непрерывно: на восток шли эшелоны с эвакуированными и промышленным оборудованием, а на запад — составы с войсками и боевой техникой. В это трудное время Поляков возвращается на паровоз машинистом, продолжал водить большегрузные составы по Омской железной дороге.
Указом Президиума Верховного Совета СССР от 5 ноября 1943 года «за особые заслуги в обеспечении перевозок для фронта и народного хозяйства и выдающиеся достижения в восстановлении железнодорожного хозяйства в трудных условиях военного времени» Полякову Николаю Фёдоровичу присвоено звание Героя Социалистического Труда с вручением ордена Ленина и Золотой медали «Серп и Молот».
24 декабря в Кремле ему вручили высокие награды Родины, в Наркомате путей сообщения — третий знак «Почётному железнодорожнику».
В феврале 1944 года Поляков возглавил колонну из 15 паровозов с конденсацией пара и умело руководил коллективом. Его колонна за шесть с половиной месяцев провела 2621 тяжеловесный сдвоенный поезд, 1812 кольцевых маршрутов, сэкономила 3854 тонны угля, увеличила среднесуточный пробег локомотивов. Это была существенная помощь фронту.
После Победы Поляков перевозил срочные составы, двигавшиеся с войсками и боевой техникой на Дальний Восток. В августе 1945 года был награждён орденом Красной Звезды. В декабре назначен помощником начальника депо.
Сочетая ответственную работу с учёбой, он в 1946 году окончил Омский электромеханический техникум, а в 1949 году — Московский электромеханический институт инженеров железнодорожного транспорта имени Дзержинского с квалификацией инженера-механика по паровозному хозяйству.
В июле 1949 года инженер-майор тяги Поляков был назначен начальником депо Петропавловск Омской дороги. Переехал жить в Казахстан, в город Петропавловск, областной центр Северо-Казахстанской области. В 1950 году ему присвоили персональное звание директора-подполковника тяги. Когда начался перевод железной дороги на тепловозную тягу, Поляков, бывший всю трудовую жизнь паровозником, переквалифицироваться не стал.
В июне 1955 года как опытный руководитель был избран заместителем председателя облисполкома. На этом посту трудился 8 лет, был отмечен двумя орденами «Знак Почёта». В связи с ухудшением состояния здоровья в 1963 году был назначен директором Петропавловского завода малолитражных двигателей. В 1969 году ушёл на заслуженный отдых.
Жил в городе Петропавловске. В августе 1971 года, будучи один на рыбалке на реке Ишим за десятки километров от дома, оказался парализованным. Помощь была оказана поздно, последние 17 лет он не мог самостоятельно передвигаться. Скончался 12 февраля 1986 года. Похоронен на старом православном кладбище в районе поселка Рабочий г. Петропавловска.
Награждён двумя орденами Ленина, двумя орденами «Знак Почёта», орденом Красной Звезды, медалями; тремя знаками «Почётному железнодорожнику».
Память о Полякове увековечена на мемориале Героев на площади Победы города Омска. В 2008 году на здании локомотивного депо станции Петропавловск Южно-Уральской железной открыта мемориальная доска.